# Linowiec (województwo kujawsko-pomorskie)
Linowiec – wieś w Polsce, położona w województwie kujawsko-pomorskim, w powiecie chełmińskim, w gminie Lisewo.

## Podział administracyjny
W latach 1939–1945 położona była w okręgu Rzeszy Gdańsk-Prusy Zachodnie, w rejencji bydgoskiej (Regierungsbezirk Bromberg), w powiecie Chełmno (Kreis Kulm).
W latach 1975–1998 miejscowość należała administracyjnie do województwa toruńskiego. Do końca 2010 r. w obrębie Wierzbowa wyróżnione były 4 części miejscowości – Pod Obory, Pod Piątkowo, Pod Wabcz i Pod Wierzbowo, jednak zostały one zniesione z dniem 1 stycznia 2011 r.

## Historia
W okresie Krzyżackim wieś rycerska w komturi starogrodzkiej. Przez Linowiec przebiegał dawny trakt toruńsko-grudziądzki. W 1570 roku odnotowany był Liński, w 1626 Miełdzyński, w 1667 roku był wzmiankowany Młodzianowski właściciel dworu, a w 1788 Białkowski. W XVIII wieku  pobudowano karczmę, istniała od połowy XIX wieku szkoła, w latach 1873-1934 Linowiec był siedzibą wójtostwa i urzędu stanu cywilnego. W drugiej połowie XIX wieku dziedzicem Linowca był Ryszard Raabe, w owym czasie mieszkało w miejscowości 133 katolików i 26 ewangelików. W 1934 roku dokonano częściowej parcelacji majątku, wzdłuż drogi do Wabcza sprowadzono biednych osadników z województwa krakowskiego. Po II wojnie światowej sparcelowano resztę majątku.
W czasie II wojny światowej wieś posiadała status majątek. W latach 1939 - 1942 nazwyała się Linowitz Dom., lecz po przeprowadzonej zamianie nazw miejscowości w Okręgu Rzeszy Gdańsk-Prusy Zachodnie, w latach 1942 - 1945 nazywała się Schleiendorf.

## Demografia
Według Narodowego Spisu Powszechnego (III 2011 r.) wieś liczyła 191 mieszkańców. Jest dziesiątą co do wielkości miejscowością gminy Lisewo.

## Zabytki
Według rejestru zabytków NID na listę zabytków wpisany jest park dworski z 2 poł. XIX w., nr rej.: 489 z 9.09.1985.